# Kurt Lundquist
Kurt Lundquist   (Sala, 27 de novembre de 1925 - Simrishamn, 12 de juliol de 2011) fou un atleta suec, especialista en curses de velocitat, que va competir durant la dècada de 1940.
El 1948 va prendre part en els Jocs Olímpics d'Estiu de Londres, on disputà dues proves del programa d'atletisme. Guanyà la medalla de bronze en els 4x400 metres relleus, formant equip amb Lars-Erik Wolfbrandt, Folke Alnevik i Rune Larsson, mentre en els 400 metres quedà eliminat en sèries.
En el seu palmarès també destaca el campionat nacional dels 200 metres de 1947.

## Millors marques
- 400 metres. 47.6" (1947)[1][3]